# Narcís Casal i Vall
Narcís Casal i Vall (Barcelona, 30 d'octubre del 1911 – Escaldes-Engordany, 12 de juliol del 1987) va ser un editor i promotor cultural andorrà.

## Biografia
Fill de Jacint Casal i Font, un andorrà emigrat a Barcelona, Narcís mantenia una relació estreta amb el Principat des de ben petit gràcies al contacte amb la Societat Andorrana de Residents a Barcelona. Amb la seva família visitaven sovint Andorra, la qual cosa li facilità practicar dues de les seves grans passions, l'excursionisme i la fotografia. L'agost del 1936, arran de la Guerra Civil espanyola es traslladà, junt amb la seva família, a Andorra, en un primer moment a Meritxell i tot seguit a Escaldes, on s'instal·laria definitivament.
Hi desenvolupà una important tasca de promoció cultural. A la dècada dels anys 40 del segle XX promogué la cantada de caramelles per Pasqua i dirigí la colla d'Escaldes. Gran aficionat a la música va cantar i dirigir durant molts anys la coral de l'església de Sant Pere Màrtir.
El 1951 reorganitzà l'antic Sindicat d'Iniciativa de Turisme, entitat que va presidir des d'aquell any fins al 1957.
Participà activament en el desenvolupament dels Cursos Internacionals d'Extensió Cultural Superior celebrats a la Casa de la Vall des del 1956 fins al 1962, i dugué al país personalitats artístiques rellevants com Rafael Benet i Manuel Humbert, a qui el Consell General de les Valls, amb la seva decisiva intervenció, encarregà a partir del 1955 l'inventari i preservació del patrimoni artístic del principat, així com la restauració i consolidació dels frescos de la Casa de la Vall i, posteriorment, el 1963, l'excavació i restauració de l'interior de l'església de Sant Joan de Caselles, treballs durant els quals fou descoberta la Majestat romànica del segle xii.
El 1956, junt amb els seus germans Jacint, Jaume i Joan, creà l'Editorial Casal i Vall que publicà llibres emblemàtics per al coneixement de la història, l'art i el dret andorrans, com els volums de la col·lecció Monumenta Andorrana. També edità, entre altres obres, la Bíblia de Montserrat, de la qual feu cinc edicions.
El 1963 fou elegit conseller del Consell General de les Valls i, tot seguit, conseller delegat del Departament de Qüestions Socials, des d'on desenvolupà una tasca continuada en defensa de la cultura.
Col·leccionista d'art, el 1969 fou elegit acadèmic corresponent per Andorra de la Reial Acadèmia Catalana de Belles Arts de Sant Jordi.
En el vessant musical, i entre moltes altres actuacions, el 1968 promogué a Andorra un concert de l'Orfeó Català, coral de la qual, abans de la Guerra Civil espanyola, n'havia estat membre. També dugué a Andorra el 1966 i el 1967 l'Orfeó Gracienc sota el patronatge de Crèdit Andorrà, entitat financera de la qual va ser president des del 1975 fins a la seva mort el 1987.
Una bona part del seu fons fotogràfic es conserva a l'Arxiu Nacional d'Andorra.